# Чукша (Иркутская область)
Чукша — посёлок в Чунском районе Иркутской области России. Входит в состав Таргизского муниципального образования. Находится примерно в 82 км к югу от районного центра.

## Население
| 2002 | 2010 | 2011 | 2012 |
| ---- | ---- | ---- | ---- |
| 60   | ↘26  | →26  | ↘25  |

По данным Всероссийской переписи, в 2010 году в посёлке проживало 26 человек (15 мужчин и 11 женщин).